# 크롬산칼륨
크롬산칼륨 또는 크로뮴산칼륨은 화학식 K2CrO4를 갖는 무기 화합물이다. 이 노란색 고체는 크롬산염 음이온의 칼륨염이다. 이는 일반적인 실험실 화학물질인 반면 크롬산나트륨은 산업적으로 중요하다.

## 구조
두 가지 결정 형태가 알려져 있는데, 둘 다 해당 황산칼륨과 매우 유사하다. 사방정계 β-K2CrO4는 일반적인 형태이지만 66 °C 이상에서는 α 형태로 변환된다. 크롬산염 이온은 전형적인 사면체 기하학을 채택하지만 이러한 구조는 복잡하다.

β-K2CrO4의 구조.

## 발생
타라파카이트(Tarapacaite는 크롬산칼륨의 천연 광물 형태이다. 이는 매우 드물게 발생하며 지금까지 아타카마 사막의 소수 지역에서만 알려져 있다.

## 안전
다른 Cr(VI) 화합물과 마찬가지로 크롬산칼륨도 발암성이다. 또한 이 화합물은 부식성이 있어 노출되면 심각한 눈 손상이나 실명을 초래할 수 있다. 인간의 노출에는 더 나아가 생식력 장애, 유전적 유전적 손상, 태아에 대한 피해도 포함된다.